# 新丰街镇
新丰街镇，是中华人民共和国江西省抚州市南城县下辖的一个乡镇级行政单位。

## 行政区划
新丰街镇下辖以下地区：
新丰街社区、新丰村、杨桥村、田东村、梅溪村、汾水村和林坊村。